# Okręg Bremgarten
Okręg Bremgarten (niem. Bezirk Bremgarten) – okręg w Szwajcarii, w kantonie Argowia, o pow. 117,47 km², zamieszkały przez 81 428 osób (31 grudnia 2022). Siedzibą okręgu jest miasto Bremgarten. 

## Podział administracyjny
W skład okręgu wchodzą 22 gminy (Einwohnergemeinde):
1. Arni
2. Berikon
3. Bremgarten, miasto
4. Büttikon
5. Dottikon
6. Eggenwil
7. Fischbach-Göslikon
8. Hägglingen
9. Islisberg
10. Jonen
11. Niederwil
12. Oberlunkhofen
13. Oberwil-Lieli
14. Rudolfstetten-Friedlisberg
15. Sarmenstorf
16. Tägerig
17. Uezwil
18. Unterlunkhofen
19. Villmergen
20. Widen
21. Wohlen, miasto
22. Zufikon

## Zmiany administracyjne
- 1 stycznia 2010
  - przyłączenie gminy Hilfikon do gminy Villmergen
- 1 stycznia 2014
  - przyłączenie gminy Hermetschwil-Staffeln do miasta Bremgarten